# جنچیوو دالشه
جنچیوو دالشه (به لهستانی:  Dzięcioły Dalsze) یک روستا در لهستان است که در گمینا ستردنگ واقع شده‌است.